# Mounds View, Minnesota
Mounds View, Minnesota là một thành phố nằm ở quận Ramsey thuộc tiểu bang Minnesota, Hoa Kỳ. Thành phố có diện tích 10,7  km² với diện tích mặt nước là 0,1  km², dân số theo ước tính năm 2000 của Cục điều tra dân số Hoa Kỳ là  12.738 người.